# Andrej Šťastný
Andrej Šťastný (ur. 24 stycznia 1991 w Powaskiej Bystrzycy) – słowacki hokeista, reprezentant Słowacji.

## Kariera
- HK 95 Považská Bystrica (2004-2008)
  -  MsHK Żylina U18 (2006)
- HK Dukla Trenczyn U18 (2008)
- HK Dukla Trenczyn U20 (2008-2009)
- HK Orange 20 (2009-2010)
- Vancouver Giants (2010-2011)
- HK Dukla Trenczyn (2011-2012)
  -  HK Dukla Trenczyn U20 (2012)
- Slovan Bratysława (2012-)

Wychowanek klubu HK Dukla Trenczyn. Rozegrał jeden niepełny sezon w kanadyjskiej lidze juniorskiej WHL w ramach CHL. Od sierpnia 2012 zawodnik Slovana Bratysława. W styczniu 2014 przedłużył kontrakt ze Slovanem o dwa lata.
Uczestniczył w turnieju mistrzostw świata w 2014, 2016, 2017.

## Sukcesy
Klubowe
- Brązowy medal mistrzostw Słowacji: 2012 z Duklą Trenczyn